# La bestia acorralada
La bestia acorralada es una película mexicana filmada en 1974 que trata sobre un hombre que se hace pasar por héroe de la Segunda Guerra Mundial y asegura haberla sufrido en los Campos de concentración. La película cuenta con las actuaciones de Claudio Brook, Patricia Aspíllaga, Lucy Gallardo y Gabriel Retes.
- Datos: Q5965855